# Alta-costura

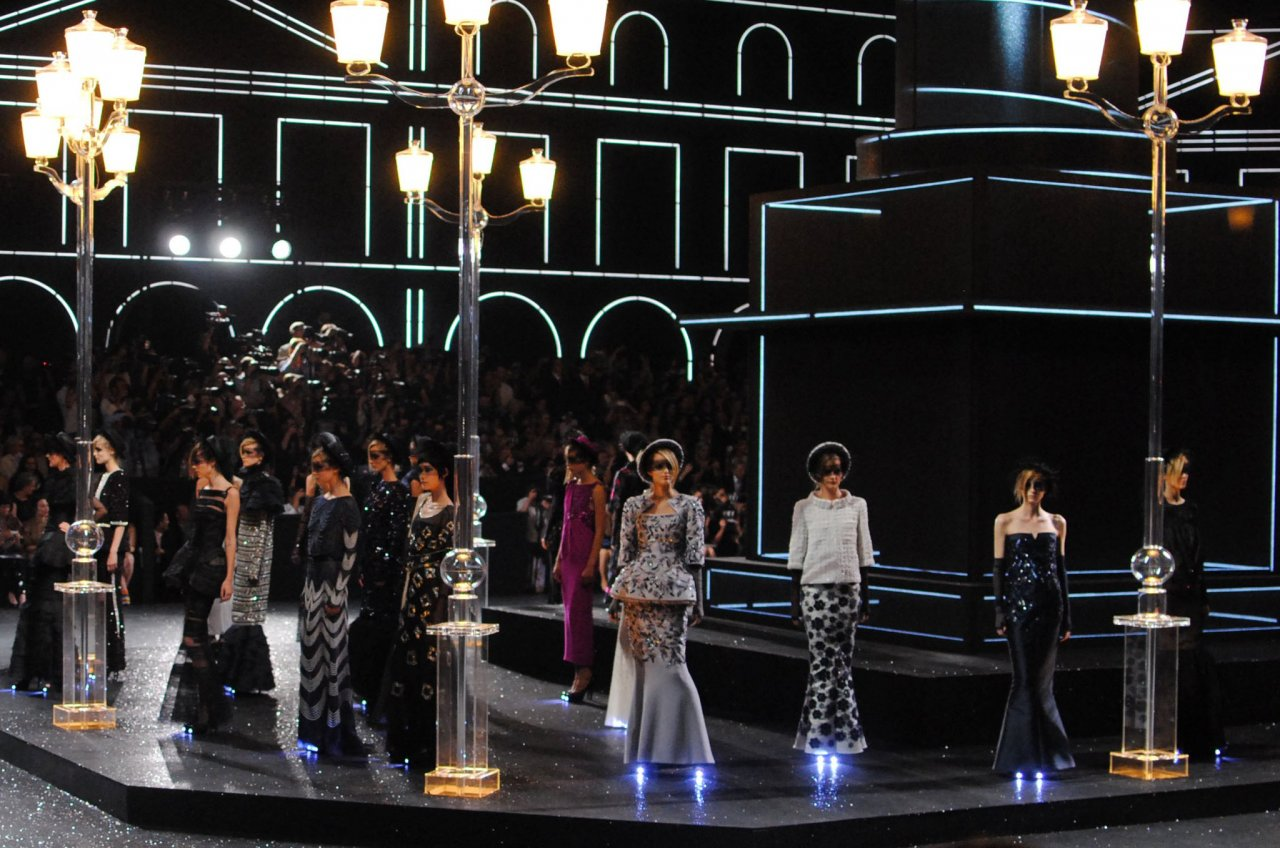
Vestidos Chanel.

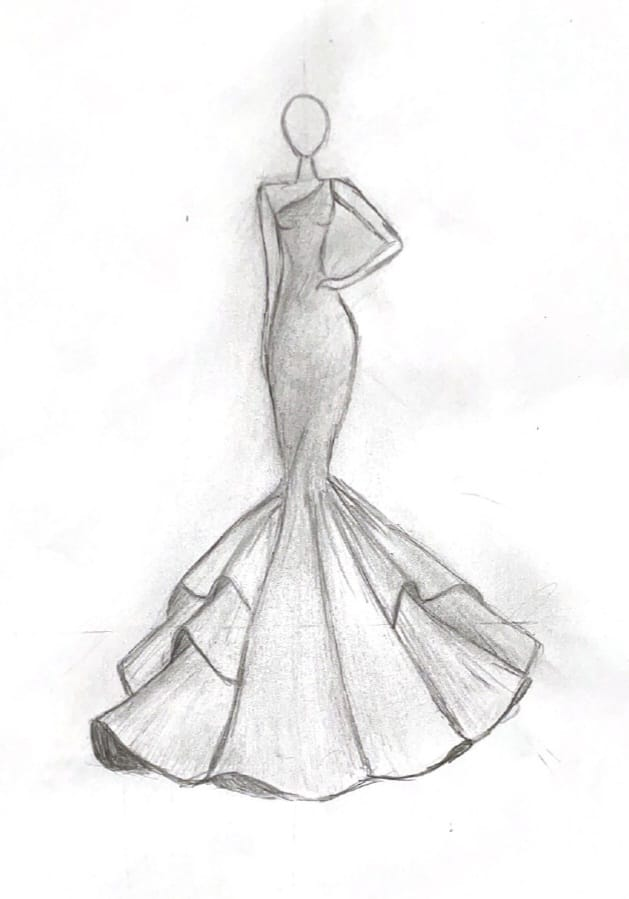
Croqui de um vestido feito a lápis.

Alta-costura (do francês haute couture) refere-se à criação em escala artesanal de modelos exclusivos feitos sob medida, exclusivos para eventos de gala ou black-tie, casamentos e eventos formais de alta categoria, frequentemente,  apresentam bordados de linha e/ou pedrarias e metais preciosos. Tais peças tem alto valor de mercado, devido ao alto grau de conhecimento e habilidade necessários, são feitos sob-medida e vendidos por altos preços para membros da realeza e clientes abastados. Atualmente, no mundo, há cerca de 4 000 clientes que usam alta costura, a maioria das clientes são da China e Oriente Médio. O preço de um vestido de alta-costura, assinado por um estilista iniciante, não custava menos do que 100 000 dólares para eventos diurnos. Para modelos bordados o preço já atingiu 800 mil dólares, como vestidos black-tie de Yves Saint Laurent ou, peças da coleção "Madama Butterfly" do costureiro John Galliano, para Christian Dior, em 2007.
Originalmente, o termo foi aplicado ao trabalho realizado pela maison de Charles Frederick Worth, um inglês que produziu em Paris, em 1858, o primeiro desfile de moda conhecido (e, além disso, usando modelos, em vez de cabides, outra novidade na época). Na França moderna, haute couture tornou-se uma denominação que goza de proteção jurídica e que só pode ser usada por empresas que atendam a determinados padrões bem definidos. Todavia, o termo também é usado para descrever toda a produção dos grandes costureiros, seja ela produzida em Paris ou em outras capitais da moda, como Milão, Tóquio, Nova York, Roma e Londres.

## Maisonsde alta-costura
Lista oficial das maisons de alta-costura em 2012:

### Membros permanentes
1. Adeline André, desde 1997, quando estreou como "membro convidado", embora não tenha desfilado no verão de 2007.[4]
2. Atelier Gustavolins.[5]
3. Chanel.
4. Christian Dior.
5. Christophe Josse,[6][7][8] membro convidado a partir de 2007, antes de se tornar membro permanente.
6. Franck Sorbier.
7. Giambattista Valli.
8. Givenchy (abandonou  a alta-costura após o desfile de janeiro de 2010,[9] retornando algum tempo depois).
9. Jean Paul Gaultier.
10. Maurizio Galante[10] desde janeiro de 2008.
11. Stéphane Rolland.
12. Martin Margiela.
13. Yves Saint Laurent (O costureiro Yves Saint Laurent aposentou-se em 2002 e mesmo assim, seus vestidos de alta costura continuaram em alta no mercado e com muita procura por parte de museus de moda e clientes ricas que arrematam as preciosidades em leilões e/ou compram de outras coleções particulares para desfilarem em eventos sociais. Após a morte do costureiro, em 2008, os valores subiram ainda mais. As peças, chamadas "vintage", chegam a custar 500 mil dólares atualmente).

### Membros correspondentes
- Versace, com a linha Versace Atelier, retornou  à alta-costura desde o início de 2012.[11]
- Elie Saab.
- Giorgio Armani (com a linha Armani Privé).
- Maison Martin Margiela (para sua linha artesanal).

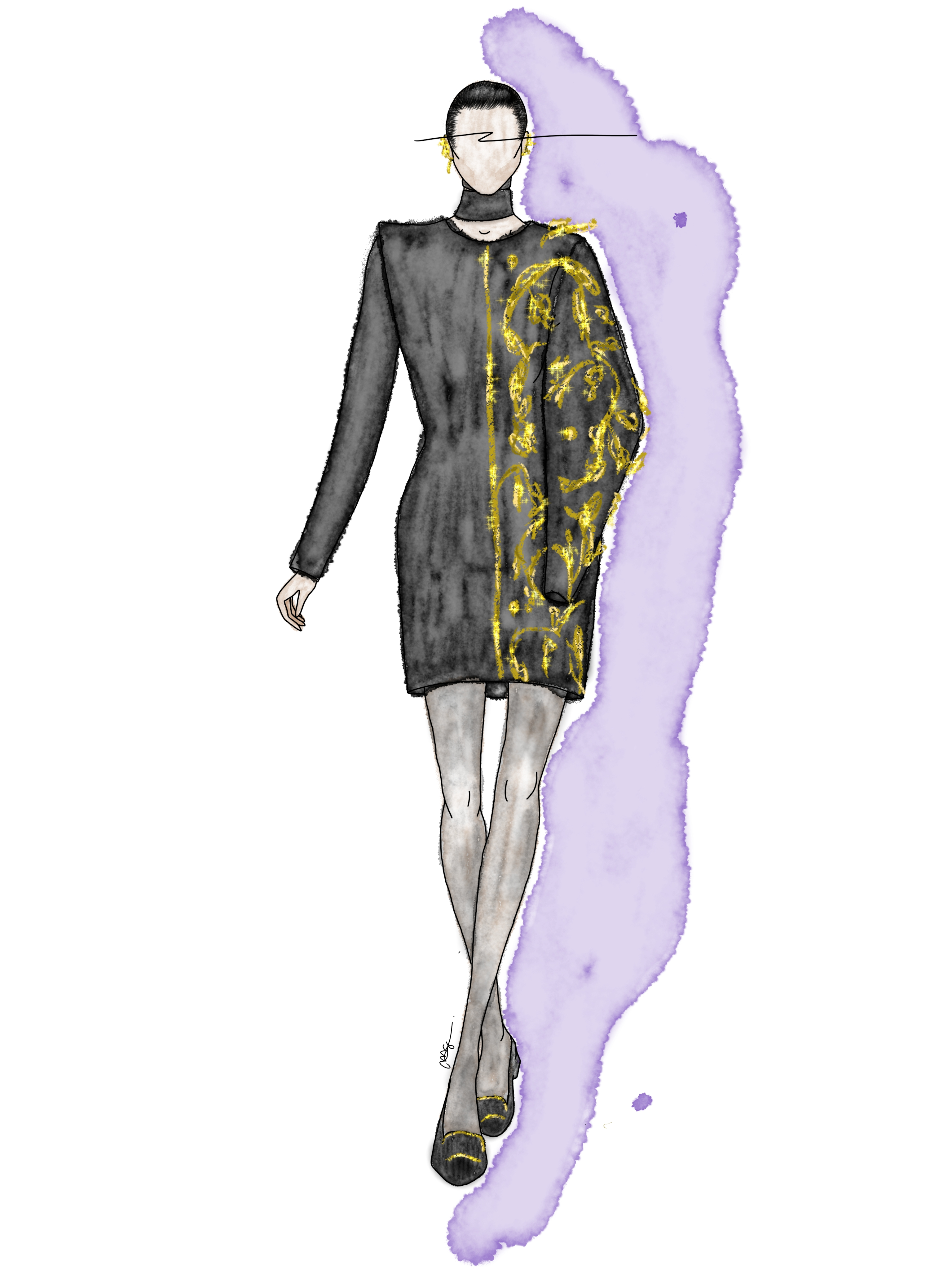
Desenho de uma das roupas de alta costura de 2022

- Valentino.

### Membros convidados
Esta categoria existe desde 1998, para lançar novas marcas francesas e estrangeiras de luxo.
- Alexandre Vauthier[5] (desde janeiro de 2011).
- Alexis Mabille[14] (membro convidado desde julho de 2007).
- Bouchra Jarrar anteriormente ligado a Balenciaga, depois a Lacroix[15] (membro convidado desde 2010).
- Iris Van Herpen (membro convidado desde  julho de 2011).
- Julien Fournié[5] (membro convidado desde janeiro de 2011).
- Maison Rabih Kayrouz[14] (membro convidado desde  julho de 2008).
- Yiqing Yin (membro convidado desde janeiro de 2012).
- Schiaparelli (membro convidado desde janeiro de 2014).

### Joalheria
- Boucheron.
- Chanel Joaillerie.
- Chaumet.
- Dior Joaillerie.
- Van Cleef & Arpels.

### Accessórios
- On Aura Tout Vu,[16][17] maison de accessórios (joias) e costura, de Yassen Samouilov e Livia Stoianova, que desfila durante a Semana da Alta-Costura em Paris.[18] Membro convidado desde julho de 2004.